# Không lực Hải quân Đế quốc Nhật Bản
Không lực Hải quân Đế quốc Nhật Bản (kanji cũ: 大日本帝國海軍航空隊, romaji: Dai-Nippon Teikoku Kaigun Koukuu-tai, phiên âm Hán-Việt: Đại Nhật Bản Đế quốc Hải quân Hàng không Đội) là binh chủng không quân của Hải quân Đế quốc Nhật Bản trong Thế chiến thứ hai, với nhiệm vụ thực hiện các hoạt động không quân trên biển và nhiệm vụ oanh kích trong Chiến tranh Thái Bình Dương. Không lực Hải quân Đế quốc Nhật Bản do Bộ Tham mưu Hải quân Đế quốc và Bộ Hải quân phụ trách. Cục Hàng không Hải quân Đế quốc thuộc Bộ Hải quân chịu trách nhiệm phát triển và huấn luyện.
Năm 1910, quân đội Nhật có máy bay đầu tiên. Họ đặc biệt quan tâm tới không quân sau những hiểu biết về không chiến trong Thế chiến thứ nhất. Những chiếc máy bay đầu tiên phải mua từ châu Âu về, nhưng người Nhật đã mau chóng tự chế tạo được rồi lao vào chương trình phát triển các tàu sân bay đầy tham vọng. Năm 1912, nhánh không quân của Hải quân Nhật được thành lập một cách không chính thức. Năm 1913, Wakamiya, một chiếc tàu vận tải được cải tạo thành tàu chở thủy phi cơ.
Tháng 9 năm 1914, trong chiến dịch Thanh Đảo, những chiếc thủy phi cơ Maurice Farman xuất phát từ tàu Wakamiya đã oanh tạc các vị trí và tàu chiến của quân Đức. Có lẽ, đấy là những đợt oach kích bằng không quân từ ngoài biển đầu tiên trên thế giới. Và, Wakamiya có thể xem là tàu sân bay đầu tiên trên thực tế.
Năm 1922, họ chính thức chế tạo được tàu sân bay đầu tiên, Hōshō. Sau đó, người Nhật tiến hành chuyển đổi một số tàu chiến tuần dương và thiết giáp hạm thành tàu sân bay.
Các phi công hải quân Nhật Bản, giống như những đồng nghiệp của họ trong lục quân, thích loại máy bay cơ động, dẫn tới việc các loại máy bay nhẹ được chế tạo, nổi tiếng nhất là Mitsubishi A6M Zero, loại máy bay có vỏ giáp mỏng và các bình nhiên liệu không tự hàn kín để đổi lấy sự cơ động.
Chiến dịch quy mô lớn nhất và thành công nhất của Không lực Hải quân Đế quốc Nhật Bản là trận Trân Châu Cảng.
Khi Đế quốc Nhật Bản đầu hàng, Không lực Hải quân Đế quốc Nhật Bản cũng bị giải thể.

### Nguồn gốc

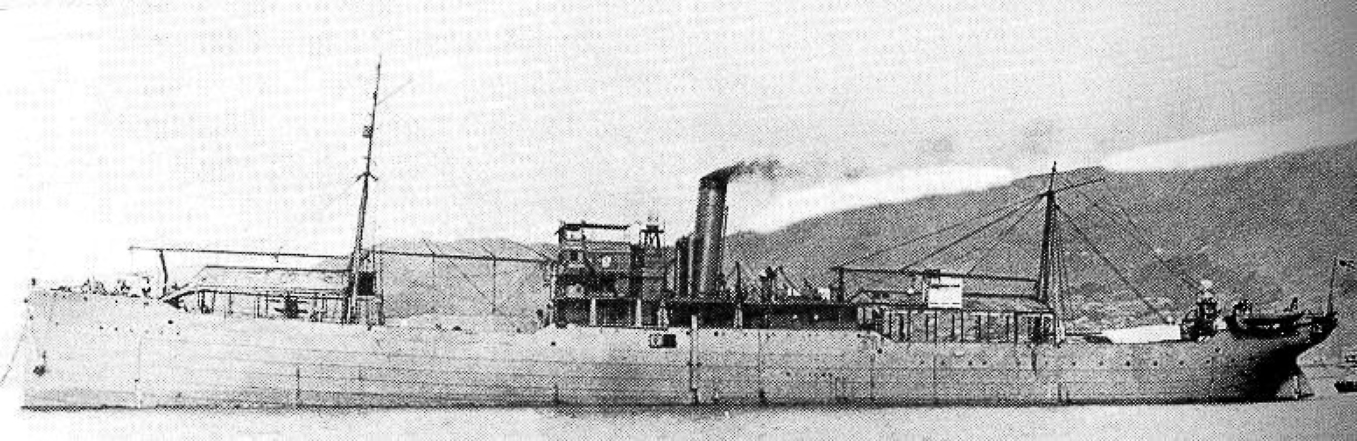
Tàu phóng thủy phi cơ Nhật Wakamiya

### Cuộc vây hãm Thanh Đảo

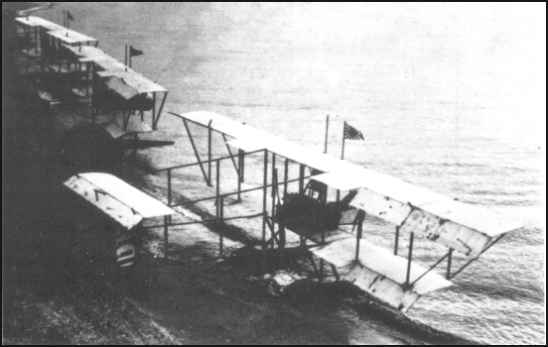
Ba tàu thủy phi cơ Maurice Farman của Nhật Bản.

### Phát triển sau đó (1916-1918)

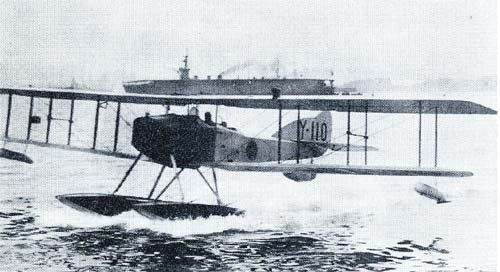
Yokosuka Ro-go Ko-gata, chiếc thủy phi cơ đầu tiên được thiết kế và xây dựng tại Nhật.

### Sứ mệnh Sempill

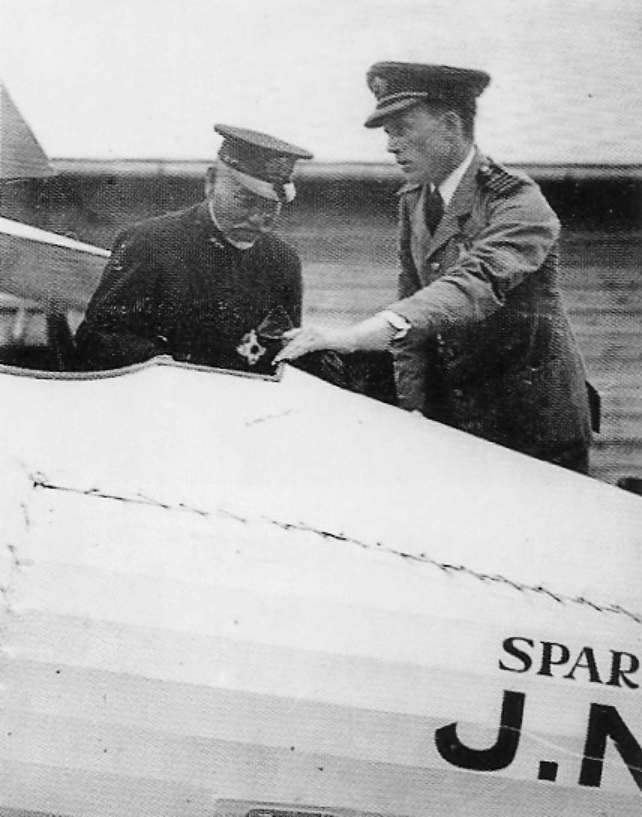
Đại tá Sempill giới thiệu Đô đốc Togo Heihachiro về chiếc Sparrowhawk,năm 1921.

### Không lực tàu sân bay

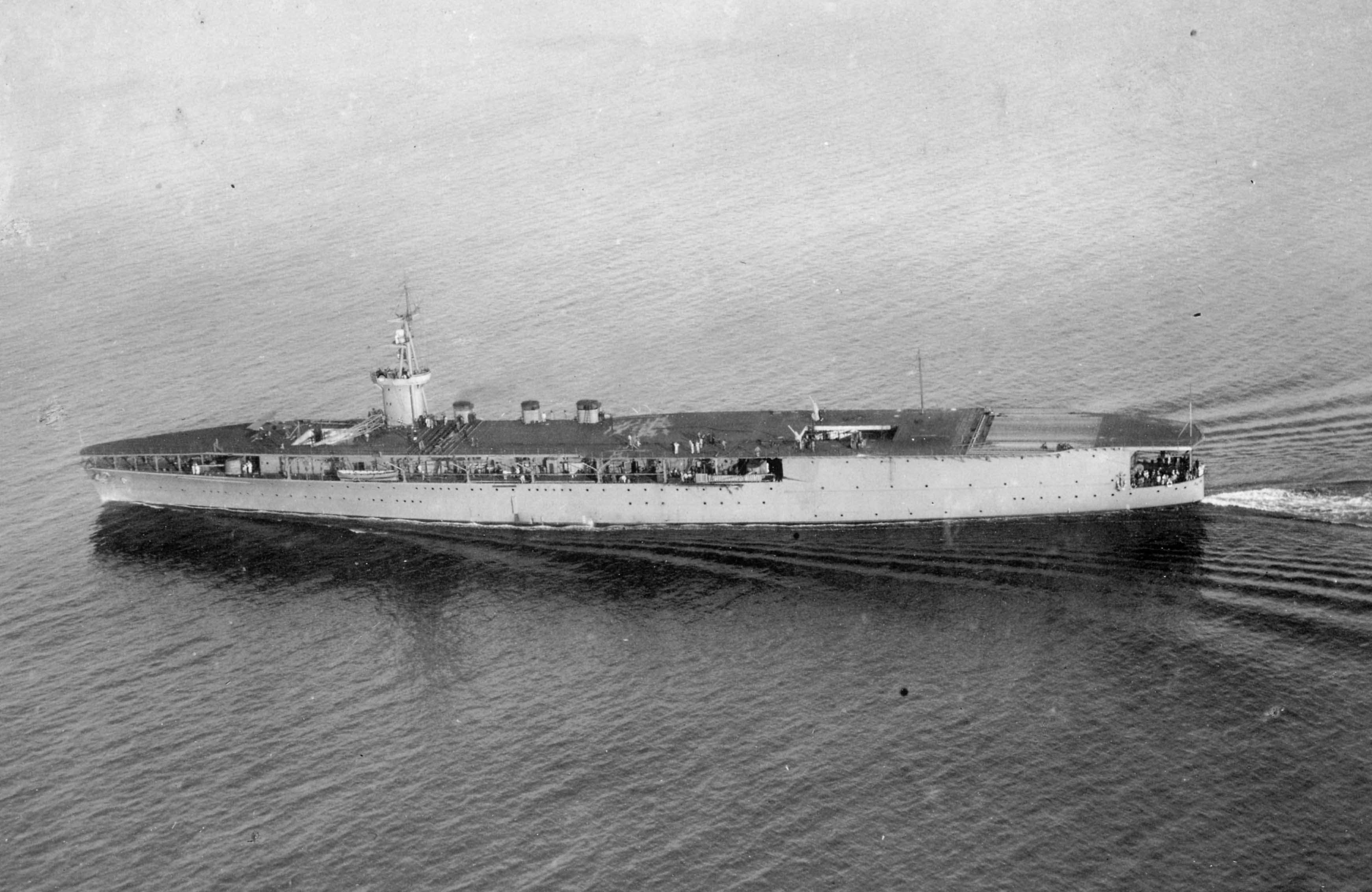
Hàng không mẫu hạm Hōshō năm 1922.

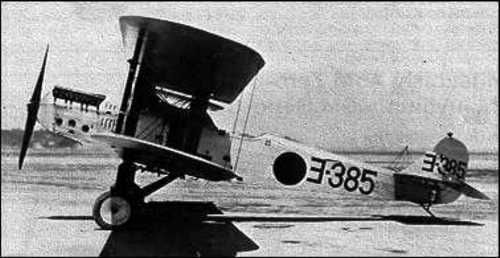
Máy bay ném ngư lôi Mitsubishi B1M

## Mở rộng (1931-1937)

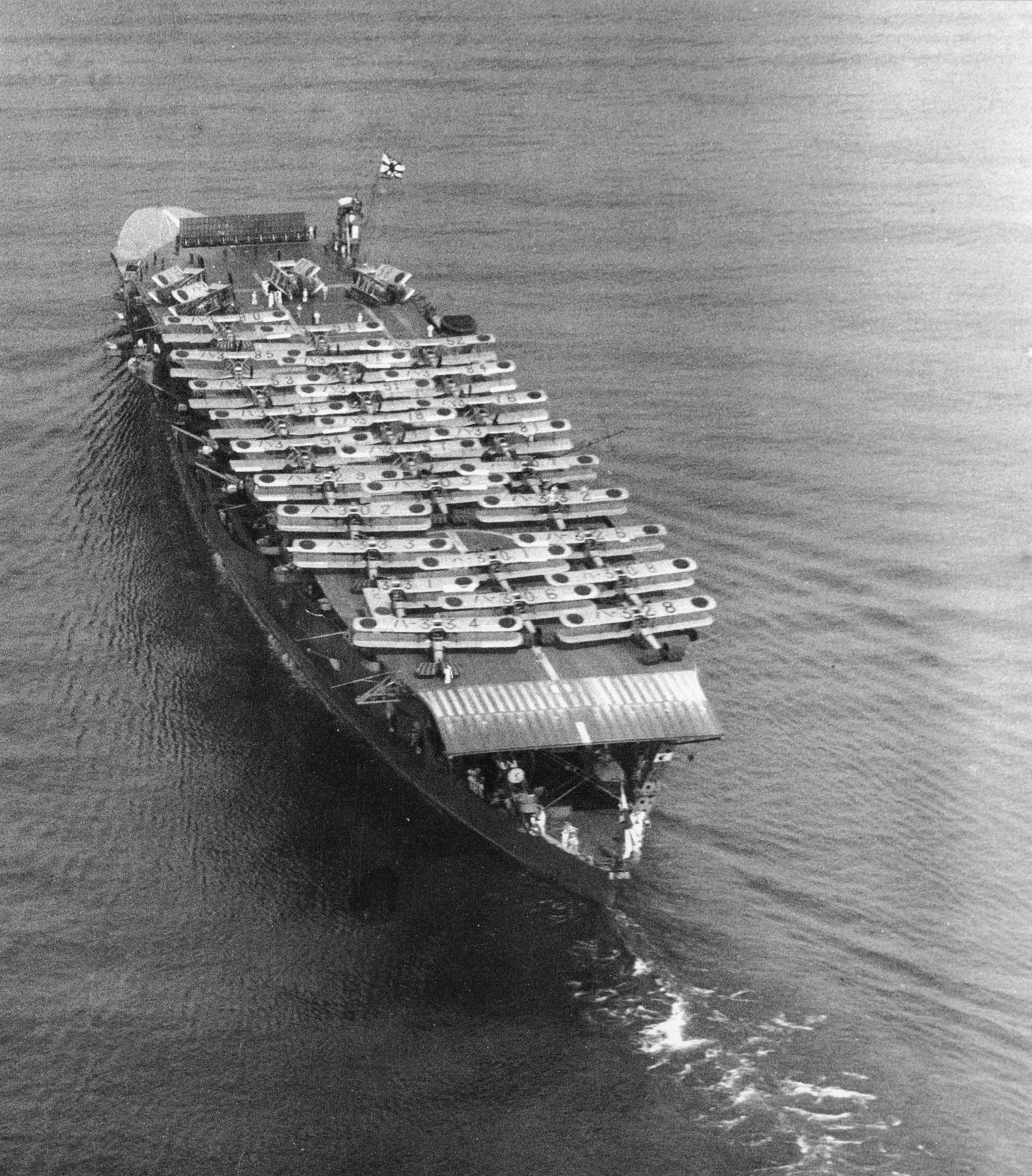
Góc nhìn đuôi tàu của Akagi ngoài khơi Osaka ngày 15 tháng 10 năm 1934. Trên boong là máy bay ném bom Mitsubishi B1M và B2M.

## Chiến tranh với Trung Quốc (1937-1941)

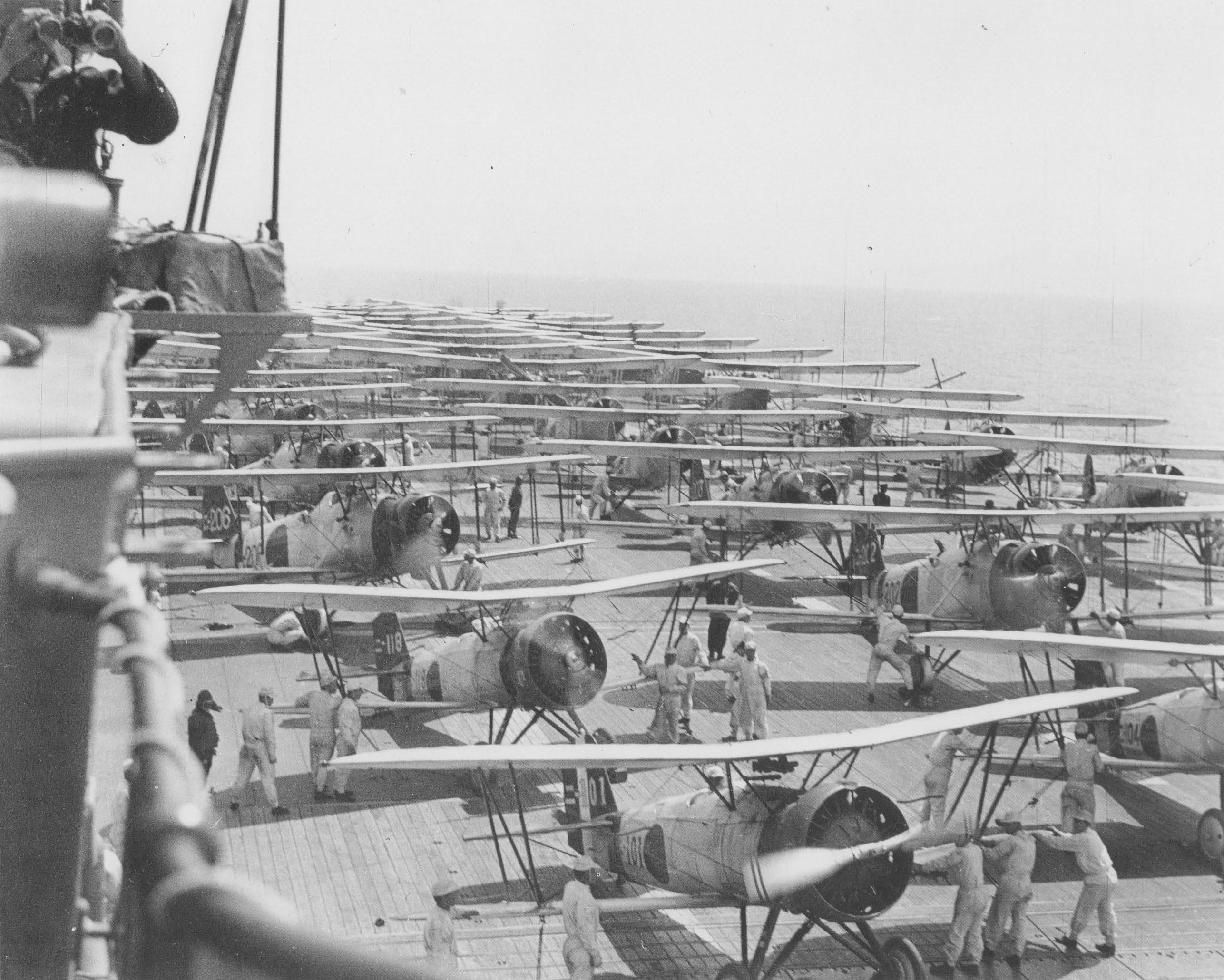
Kaga tiến hành các hoạt động không chiến vào năm 1937. Trên boong là máy bay Nakajima A2N, Aichi D1A và Mitsubishi B2M.

## Chiến tranh Thái Bình Dương

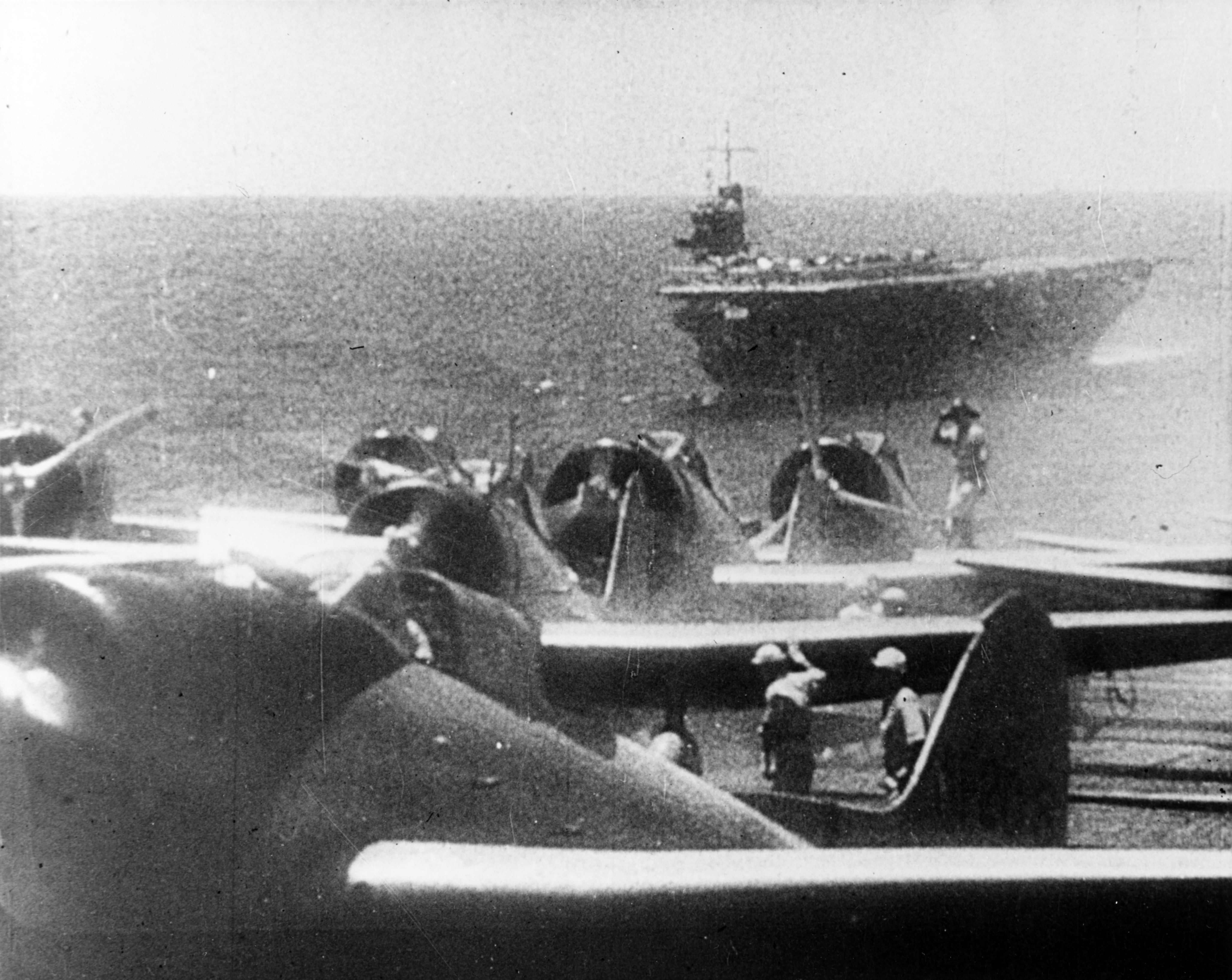
Máy bay ném bổ nhào Aichi D3A của Hạm đội Không quân Thứ nhất chuẩn bị đánh bom căn cứ hải quân Mỹ ở Trân Châu Cảng, Hawaii

## Thời kỳ đầu